# Lúcio Publílio Filão Vulsco
Lúcio Publílio Filo Vulsco ou Lúcio Publílio Filão Vulsco (em latim: Lucius Publilius Philo Vulscus) foi um político da gente Publília nos primeiros anos da República Romana, eleito tribuno consular em 400 a.C..

## Identificação
Lúcio Publílio é classificado equivocadamente por Lívio como um patrício, pois a gente Publília era, sem dúvidas, plebeia. Lívio também o chama simplesmente de "L. Publilius Volscus", mas, nos Fastos Capitolinos, aparece que "Filão" (Philo) também foi um de seus epítetos.
A gente Publília reivindicava descender do célebre Volerão Publílio, tribuno da plebe em 472 a.C., e, por isso, os tribunos consulares de 400 e 399 a.C., chamados "Philones", alegavam ser netos dele.

## Tribunato consular (400 a.C.)
Em 400 a.C., foi eleito tribuno consular com Públio Mélio Capitolino, Lúcio Titínio Pansa Saco, Públio Licínio Calvo Esquilino, Espúrio Fúrio Medulino e Públio Mânlio Vulsão. Lívio, contudo, nomeia um Lúcio Fúrio e não Espúrio Fúrio. Segundo Lívio, Públio Licínio foi o primeiro plebeu a ser eleito tribuno consular, uma afirmação contestada por alguns historiadores modernos.
Roma reconquistou Anxur (Terracina) dos volscos.